# Nova Olímpia (Paraná)
Nova Olímpia ist ein brasilianisches Munizip im Bundesstaat Paraná. Es hat 5.833 Einwohner (2022), die sich Novaolimpienser nennen. Seine Fläche beträgt 136 km². Es liegt 425 Meter über dem Meeresspiegel.

## Etymologie
Der Name wurde zu Ehren der Mutter des Gründers, Olímpia Loures Pacheco, gewählt. Noch in den 1950er Jahren wurde die Siedlung um ein paar Kilometer an einen anderen Ort verlegt, was zu der Ergänzung ihres Namens führte.

## Geschichte
Die ersten Bewohner der Region waren nachweislich vom Volk der Xetá auf der Gleba Dourados.
Nova Olímpia wurde in der zweiten Hälfte des Kaffeezyklus besiedelt. Die besten Ländereien des Norte Velho und Norte Novo mit ihrer fruchtbaren Terra Roxa waren bereits von Großgrundbesitzern besetzt. Der Norte Novíssimo westlich von Paranavaí verfügte über das billigste Land, so dass sich dort zahlreiche Kleinbauern auf kleinen Grundstücken niederlassen konnten. 
Im Jahr 1947 kam Moacir Loures Pacheco, Eigentümer der Colonizadora do Paraná Ltda, in die Region Umuarama. Er erbte das Unternehmen und das Land, auf dem sich heute Nova Olímpia befindet, von seinem Vater Geniplo dos Santos Pacheco, der dieses Gebiet 1924 als Bezahlung für den Straßenbau erhalten hatte. Die ersten Vergaben von Grundstücken fanden an der einzigen Straße statt, die es in der Gemeinde gab und die Tapira mit Cruzeiro do Oeste verband. Täglich kamen 20 bis 30 Familien aus den Bundesstaaten Minas Gerais, São Paulo, Rio de Janeiro, Rio Grande do Sul und aus Paraná selbst. Die Bevölkerung setzte sich aus Einwanderern meist aus Italien, Portugal und Spanien und aus Binnenmigranten aus verschiedenen Regionen Brasiliens zusammen, die die große kulturelle Vielfalt dieser Region prägen.
Da die Siedlung an ihrem Ausgangspunkt nicht vorankam, wurde Ende der 50er Jahre beschlossen, den Siedlungsschwerpunkt in ein nahegelegenes Gebiet mit besseren Entwicklungsbedingungen zu verlegen, das dann Nova Olímpia genannt wurde. Pacheco und sein Partner Mário de Aguiar Abreu beauftragten den Ingenieur Osvaldo Formighieri mit der Entwicklung eines Stadtplans. Die Stadt bekam die Form zweier miteinander verbundener Sechsecke. Eines dieser Sechsecke entwickelte sich um die Praça da República herum.
Als die ersten Häuser in Nova Olímpia gebaut wurden, entstand auch das Bedürfnis nach einer kirchlichen Gemeinschaft, und so organisierten einige Leute 1959 ein Fest mit einem Priester, um die erste Messe zu feiern, die auf der Praça da República gehalten werden sollte. Wegen starken Regens musste sie auf den 6. August 1960 verschoben werden.
Nova Olímpia wurde durch das Staatsgesetz Nr. 5704 vom 13. November 1967 in den Rang eines Munizips erhoben und am 15. Dezember 1968 als Munizip installiert.

## Geografie

### Fläche und Lage

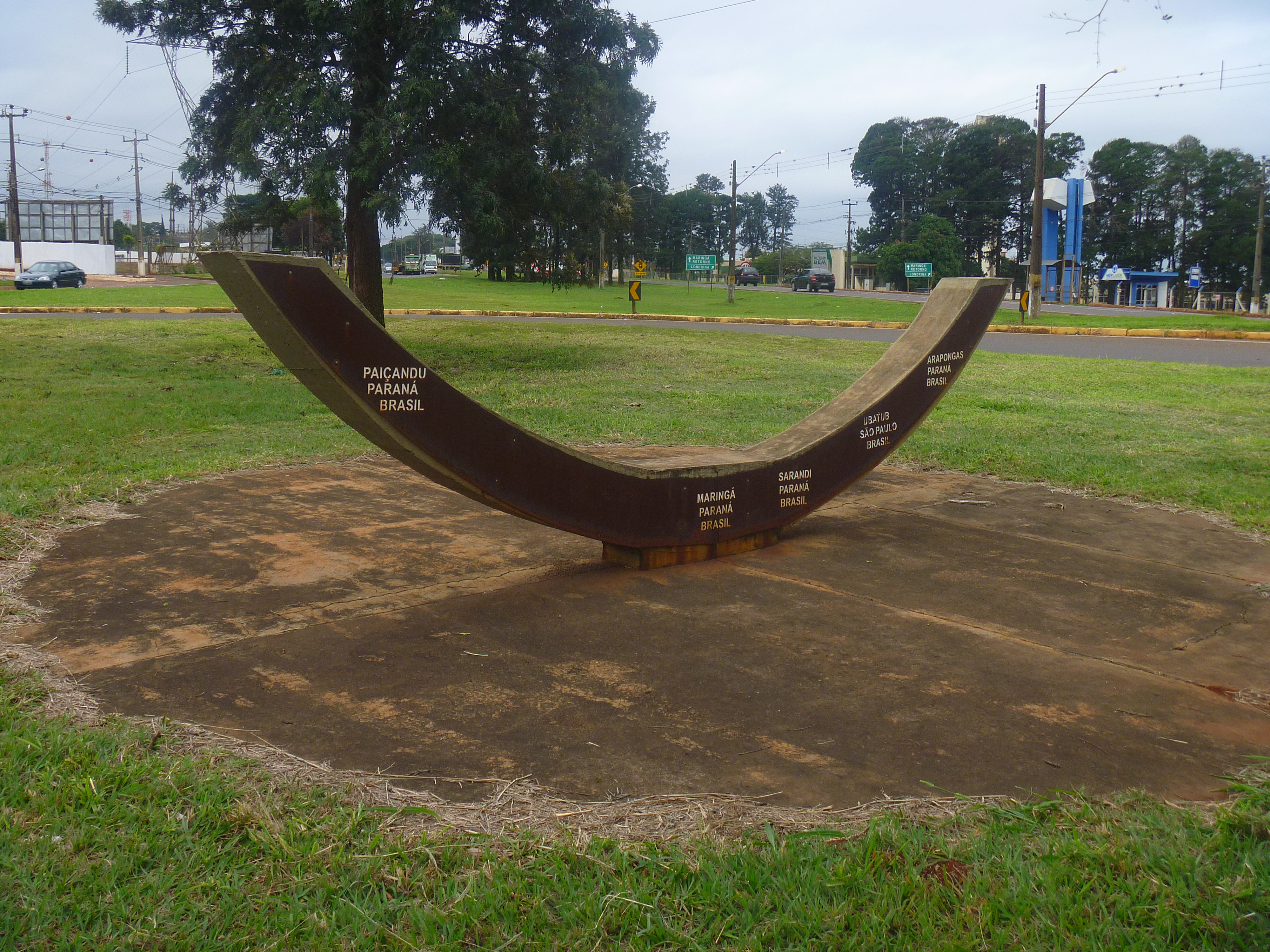
Markierung des Wendekreises des Steinbocks

Nova Olímpia liegt auf dem Terceiro Planalto Paranaense (der Dritten oder Guarapuava-Hochebene von Paraná) auf 23° 28′ 19″ südlicher Breite und 53° 05′ 20″ westlicher Länge. Durch das Munizip verläuft der südliche Wendekreis, der Wendekreis des Steinbocks. Es hat eine Fläche von 136 km². Es liegt auf einer Höhe von 425 Metern.
Die Guarapuava-Hochebene ist in fünf Regionen unterteilt. Der Teil zwischen den Flüssen Ivaí und Piquiri wird als Planalto de Campo Mourão bezeichnet. Die Gemeinde Nova Olímpia liegt im westlichen Teil dieser Hochebene, die zumeist aus sanft gewellten Hochebenen mit abgerundeten Wasserscheiden sowie aus einer Gruppe kleinerer Hügel besteht.

### Geologie und Böden
Die Böden bestehen aus Caiuá-Sandstein (Arenito Caiuá). Es ist sandiges Land, das bis zur Besiedlung mit tropischem Urwald bedeckt war. Es ist weniger fruchtbar als die östlich anschließenden Gebiete mit Terra-Roxa-Böden.
Dieser Bodentyp ist sehr anfällig für erosive Prozesse, die vor allem die oberflächlichen Schichten betreffen. Er eignet sich deshalb besser für mehrjährige Kulturen, die nicht häufig gepflügt werden müssen. Kurz nach der Abholzung des ursprünglichen Waldes weist der Boden eine gute Fruchtbarkeit auf, die aber in kurzer Zeit verschwindet, weil die fruchtbare Schicht dünn ist. Dieses Phänomen verringert die landwirtschaftliche Produktivität, führt zur Verschlammung von Entwässerungskanälen, Wasserläufen und Staubecken und beeinträchtigt auch öffentliche und private Bauvorhaben. Die Städte in dieser Region haben stark unter der Erosion gelitten. Aber in den letzten Jahren ist es unter der Leitung von SUCEAM (Superintendência do Controle da Erosão e Saneamento Ambiental) gelungen, die Erosion innerhalb des Stadtgebiets einzudämmen. Rund um die Stadt bleibt die Erosion jedoch eine große Herausforderung.

### Vegetation
Das Biom von Nova Olímpia ist Mata Atlântica.
Ursprünglich erstreckte sich der tropische Regenwald über den gesamten Nordwesten von Paraná mit prächtigen Exemplaren von Zedern, Peroben, Elfenbeinholz, Rosmarin, Ipê-Roxo und anderen. 
Die Kolonisierung hat in Nova Olímpia nur noch kleine Flecken dieser Wälder übrig gelassen mit insgesamt 220 Hektar. Wieder aufgeforstet wurden etwa 50 Hektar. Die Uferbereiche der Bäche sind durch Auwälder geschützt. Im Stadtgebiet sind praktisch alle Straßen von Bäumen gesäumt, vor allem von Sibipiruna. 
Der immergrüne Tropenwald ist im Allgemeinen auf den Böden des Arenito Caiuá weniger üppig und mit kleineren Bäumen als auf den Böden  der Terra Roxa. Die häufigsten Arten sind: Zeder, Zimt, Canjerana, Weiß-Angico, das Bambus-ähnliche Taquara und Assa-peixe sowie Capim-Gras. Die Böden mit geringer landwirtschaftlicher Produktivität werden im Allgemeinen als Weideland genutzt.

### Klima
In Nova Olímpia herrscht tropisches Klima. Die meiste Zeit im Jahr ist mit erheblichem Niederschlag zu rechnen. Selbst im trockensten Monat fällt eine Menge Regen. Die Klimaklassifikation nach Köppen und Geiger lautet Af. Es herrscht im Jahresdurchschnitt eine Temperatur von 22,8 °C. Innerhalb eines Jahres gibt es 1473 mm Niederschlag.

### Gewässer
Der Ribeirão Tapiracuí bildet die östliche Grenze des Munizips zu Cidade Gaúcha. Er fließt nach Norden zum Ivaí. Seine Nebenflüsse sind die Bäche Água do Salto, Córrego do Mosquito, Água Mansa, Córrego do Engano, Córrego da Taboca, Córrego do Ouriço und Córrego do Capricórnio. 

### Straßen
Nova Olímpia liegt an der PR-082 von Porto Camargo (Munizip Icaraíma) am Paraná nach Cianorte. Es ist über die PR-482 mit Umuarama im Süden und Tapira im Norden verbunden. 

### Nachbarmunizipien
|              | Tapira                                      | Cidade Gaúcha |
|              | Kompassrose, die auf Nachbargemeinden zeigt |               |
| Maria Helena | Cruzeiro do Oeste                           | Tapejara      |

## Stadtverwaltung
Bürgermeister: Luiz Sorvos, PP (2021–2024)

## Demografie

### Bevölkerungsentwicklung
| Jahr | Einwohner | Stadt | Land |
| ---- | --------- | ----- | ---- |
| 1970 | 9.475     | 50 %  | 50 % |
| 1980 | 6.262     | 64 %  | 36 % |
| 1991 | 5.397     | 75 %  | 25 % |
| 2000 | 5.280     | 82 %  | 18 % |
| 2010 | 5.503     | 85 %  | 15 % |
| 2022 | 5.833     |       |      |

Quelle: IBGE (2011) und Volkszählung 2022

### Ethnische Zusammensetzung
| Gruppe *    | 1991    | 2000    | 2010    | wer sich als ...                                                                 |
| ----------- | ------- | ------- | ------- | -------------------------------------------------------------------------------- |
| Weiße       | 57,6 %  | 68,0 %  | 57,1 %  | weiß bezeichnet                                                                  |
| Schwarze    | 1,8 %   | 4,0 %   | 3,3 %   | schwarz bezeichnet                                                               |
| Gelbe       | 0,2 %   | 0,3 %   | 0,9 %   | von fernöstlicher Herkunft wie japanisch, chinesisch, koreanisch etc. bezeichnet |
| Braune      | 40,4 %  | 27,4 %  | 38,6 %  | braun oder als Mischung aus mehreren Gruppen bezeichnet                          |
| Indigene    | 0,0 %   | 0,2 %   | 0,1 %   | Ureinwohner oder Indio bezeichnet                                                |
| ohne Angabe | 0,0 %   | 0,2 %   | 0,0 %   |                                                                                  |
| Gesamt      | 100,0 % | 100,0 % | 100,0 % |                                                                                  |

*) Das IBGE verwendet für Volkszählungen ausschließlich diese fünf Gruppen. Es verzichtet bewusst auf Erläuterungen. Die Zugehörigkeit wird vom Einwohner selbst festgelegt.
Quelle: IBGE (Stand: 1991, 2000 und 2010)

## Fremdenverkehr
Eine der wichtigsten Veranstaltungen in der Gemeinde ist das Rodeo, das jährlich, meist im November, mit verschiedenen Attraktionen und bekannten Sängern stattfindet.
Der Parque do Lago und die Praça do Trabalhador sind touristische Attraktionen, ebenso wie die zahlreichen Flüsse und Wasserfälle der Region.

## Wirtschaft
Die klimatischen und geologischen Gegebenheiten begünstigten die Pflanzung für die Tropen geeigneter landwirtschaftlicher Kulturen wie Kaffee, Zuckerrohr und Baumwolle. Der größte Teil der Bevölkerung lebt heute von der Landwirtschaft (Geflügel, Rinder und Zuckerrohr). Es gibt zusätzlich kleinere Betriebe der Bekleidungsbranche.